# Walgoolan
Walgoolan is een plaats in de regio Wheatbelt in West-Australië.

## Geschiedenis
Ten tijde van de Europese kolonisatie leefden de Kalamaia Aborigines in de streek.
Walgoolan ontstond als een nevenspoor aan de Eastern Goldfields Railway tussen 1895 en 1899. In 1913 werd rondom het nevenspoor grond voor een dorp voorbehouden, in 1922 werd het dorp opgemeten en een jaar later werd Walgoolan officieel gesticht. Volgens een rapport over Aboriginesnamen uit de streek rond Southern Cross, samengesteld rond 1900, betekent Walgoolan iets als "plaats waar laag struikgewas groeit".
Van 1925 tot 1928 werd ten noorden van Walgoolan een schooltje open gehouden. In 1927 werd met de hulp van de CWA een gemeenschapszaal gebouwd, de 'Walgoolan Hall'. Er werd les gegeven totdat in 1930 een schoolgebouw in Walgoolan opende.
In 1932 kondigde Wheat Pool of Western Australia aan dat het twee graanzuigers aan het nevenspoor zou plaatsen om graan in bulk te kunnen vervoeren.
In 2016 werd nagegaan of de 'Walgoolan Hall' kon verkocht worden.

## Beschrijving
Walgoolan maakt deel uit van het lokale bestuursgebied (LGA) Shire of Westonia, een landbouwdistrict.
In 2021 telde Walgoolan 64 inwoners.

## Transport
Walgoolan ligt langs de Great Eastern Highway, 290 kilometer ten oostnoordoosten van de West-Australische hoofdstad Perth, 77 kilometer ten westen van Southern Cross en 20 kilometer ten zuidwesten van Westonia, de hoofdplaats van het district waarvan het deel uitmaakt.
De Eastern Goldfields Railway loopt langs Walgoolan. Er stoppen geen reizigerstreinen.